# Powłoka hydrofobowa
Powłoka hydrofobowa – powłoka odpychająca cząsteczki wody. Powoduje, że woda bardzo łatwo spływa z powierzchni materiału nie pozostawiając śladów. Dzięki temu zanieczyszczenia wykazują mniejszą tendencję przylegania do powierzchni. Warstwa o właściwościach hydrofobowych powoduje, że woda nie tworzy warstwy ciągłej, lecz pojedyncze krople i jest łatwo usuwana z powierzchni. Powłoki hydrofobowe mają dobre właściwości użytkowe, ich struktura zewnętrzna jest lepsza niż nieuszlachetnionego podłoża. Dodatkową zaletą tego typu powłok jest to, że ze względu na niewielką grubość warstwy i prostotę nakładania ich za pomocą metody zol-żel są one pod względem ekonomicznym bardzo korzystnym rozwiązaniem. Ponadto powłoki hydrofobowe mogą hamować pewne interakcje drobnoustrojów z powierzchnią.

## Właściwości
Powłoki hydrofobowe są:
- pomocne w utrzymaniu w czystości, łatwe do czyszczenia, zapobiegające odciskom palców, samoczyszczące,
- nie podatne na zarysowania,
- antykorozyjne,
- przeciwmgielne,
- antyadhezyjne[2].

## Zastosowania
- Medycyna: cewniki, powierzchnie higieniczne.
- Sport i motoryzacja: syntetyczne szyby, glazura, okulary do pływania oraz do skakania ze spadochronem, osłony na głowę, elementy kasków, okulary narciarskie, rurki i okulary do nurkowania, elementy motocyklowe.
- Konstrukcje: powierzchnie plenerowe, przede wszystkim takie elementy jak samoczyszczące fasady (beton, plastik, metal, powierzchnie malowane), okna, drzwi, bramy, ogniwa słoneczne, panele słoneczne.
- Gospodarstwo domowe: elementy kuchenne, meble, drzwi, klamki, powłoki na naczyniach kuchennych, sanitarne wyposażenie takie jak kafelki, wanny, natryski, umywalki, trudno plamiąca armatura, półki prysznicowe, toaleta, panele szklane, lustra, kabiny prysznicowe, elementy w sedesach.
- Motoryzacja: reflektory, okna samochodowe, karoseria, szyby w motocyklu[2].